# Maria White Lowell
Maria White Lowell (ur. 8 lutego 1821, zm. 27 października 1853) – amerykańska poetka i abolicjonistka.

## Życiorys
Maria White urodziła się w Watertown w stanie Massachusetts. Pochodziła z inteligenckiej rodziny należącej do klasy średniej. Odebrała ascetyczne wychowanie w konwencie urszulanek. Między innymi z tego względu zaangażowała się w ruch na rzecz trzeźwości, a następnie została zwolenniczką wyzwolenia niewolników. W 1839 roku brat poetki, William, przedstawił jej swojego kolegę z klasy, romantycznego poetę Jamesa Russella Lowella. Młodzi przypadli sobie od gustu i wkrótce (1840) się zaręczyli. Wprawdzie ojciec poetki nalegał na odłożenie ślubu do czasu, gdy narzeczony ustatkuje się finansowo, ale po opublikowaniu przez niego zbioru esejów Conversations on the Old Poets zgodził się na zawarcie małżeństwa w jego domu. Jakkolwiek sami utalentowani małżonkowie dobrali się idealnie (podobnie jak w Anglii państwo Browningowie), ich związek nie był beztroski. Z czwórki dzieci tylko jedna córka, imieniem Mabel, dożyła dorosłości. Pozostałe miały po mniej niż dwa lata w chwili śmierci. Maria nie tylko, że dołączyła do Bostońskiego Kobiecego Towarzystwa Przeciwko Niewolnictwu, ale namówiła męża, by sam też stał się abolicjonistą, co w tamtych latach uchodziło jeszcze za radykalizm społeczny. Działalność humanitarna poetki nie trwała jednak zbyt długo. Maria White Lowell zmarła w wieku trzydziestu dwóch lat.

## Twórczość
Do najbardziej znanych utworów poetki należą napisany po stracie dziecka The Alpine Sheep, The Morning Glory, poświęcony Joannie d’Arc Rouen, Place de la Pucelle, An Opium Phantasy, Necklaces i The Grave Of Keats. Być może twórczość Marii White Lowell byłaby zupełnie zapomniana, podobnie jak liryka dziesiątków innych poetów z tej epoki, gdyby nie kilka faktów. Po pierwsze, James Russell Lowell cenił dorobek żony i zadbał o jego wydanie. Po drugie, Emily Dickinson, najwyżej dziś ceniona poetka amerykańska, zainteresowała się liryką młodo zmarłej autorki za sprawą Thomasa Wentwortha Higginsona, a nawet się nią prawdopodobnie inspirowała. Po trzecie, o pamięć o Marii White zadbała kuzynka jej męża, uznana liryczka Amy Lowell.
Będący pomnikowym poetą tamtej epoki Henry Wadsworth Longfellow, któremu w dzień śmierci poetki urodziło się dziecko, poświęcił Marii White Lowell wiersz The Two Angels (Dwa anioły). 
Two angels, one of Life and one of Death,
Passed o'er our village as the morning broke;
The dawn was on their faces, and beneath,
The sombre houses hearsed with plumes of smoke.